# Тимченко, Иосиф Андреевич
Ио́сиф Андре́евич Ти́мченко (14 [26] апреля 1852, Окоп, Харьковская губерния — 20 мая 1924, Одесса) — русский механик-изобретатель, украинского происхождения.

## Биография
Иосиф Тимченко родился в селе Окоп, Харьковской губернии в Российской империи, в семье крепостного крестьянина. Был учеником в механических мастерских Александра Эдельберга — купца 3-й гильдии, оптика и механика, поставщика Харьковского императорского университета.
В 1874 году вместе с друзьями отправился в Одессу. Увлечённые идеями Миклухо-Маклая, они собирались отправиться в путешествие в Океанию. Однако скоро друзья возвратились в Харьков, Тимченко же остался в Одессе, где поступил работать в Российское общество пароходства и торговли.
С 1880 работал механиком физико-математического факультета Новороссийского университета в Одессе. На ссуду в 15 000 рублей построил новое здание мастерских на улице Преображенской.
Скончался в Одессе.

## Изобретения
Иосифу Тимченко принадлежит несколько конструкторских разработок.
- В 1875 году он разработал устройство для проверки манометров паровых котлов.
- В том же году изготовил электрические часы, которые были сначала подарены губернатору, а затем отправлены в Санкт-Петербург в качестве подарка императору. Часы потерялись в дороге.
- Сконструировал программное механическое устройство для слежения за движением небесных тел по орбитам, которое было использовано в Одесской обсерватории.
- Разработал микрохирургические инструменты для глазных операций.
- Среди изобретений Тимченко — метеорологические приборы, такие как плювиограф, анеморумбограф и пишущий ртутный барометр.
- В 1893 году Тимченко совместно с профессором Московского университета физиком Н. А. Любимовым разработал «улитку» — скачковый механизм, который позволял прерывисто менять кадры в стробоскопе. Этот же механизм использовался в кинетоскопе, спроектированном совместно с М. Ф. Фрейденбергом[3]. Кинетоскоп, использовавший для съёмки дисковую фотопластинку, был впервые продемонстрирован в январе 1894 года на девятом съезде русских естествоиспытателей и врачей. Показанные фильмы — «Скачущий всадник» и «Копьеметатель» — были сняты на одесском ипподроме.
- Тимченко также принимал участие в разработке автоматической телефонной станции Фрейденберга.

Участвовал во Всероссийских и международных выставках в Париже, Петрограде, Одессе и Нижнем Новгороде, где был награждён пятью золотыми и тремя серебряными медалями.

## Признание и награды
- 1882 — Серебряная медаль на XV Всероссийской промышленно-художественной выставке в Москве;
- 1884 — Золотая медаль на Сельскохозяйственной и фабрично-заводской выставке в Одессе;
- 1886 — Золотая медаль на Бессарабской выставке сельского хозяйства и промышленности в Кишинёве;
- 1889 — Серебряная медаль на Всемирной выставке в Париже;
- 1896 — Золотая медаль на XVI Всероссийской промышленной и художественной выставке в Нижнем Новгороде;
- 1900 — Кавалер ордена Св. Станислава 3-й степени;
- 1900 — Золотая медаль на Всемирной выставке в Париже;
- 1902 — Золотая медаль и 1-я премия на Международной рыбопромышленной выставке в Петербурге;
- 1910 — Серебряная медаль на Художественно-промышленной выставке в Одессе.

## Увековечивание памяти

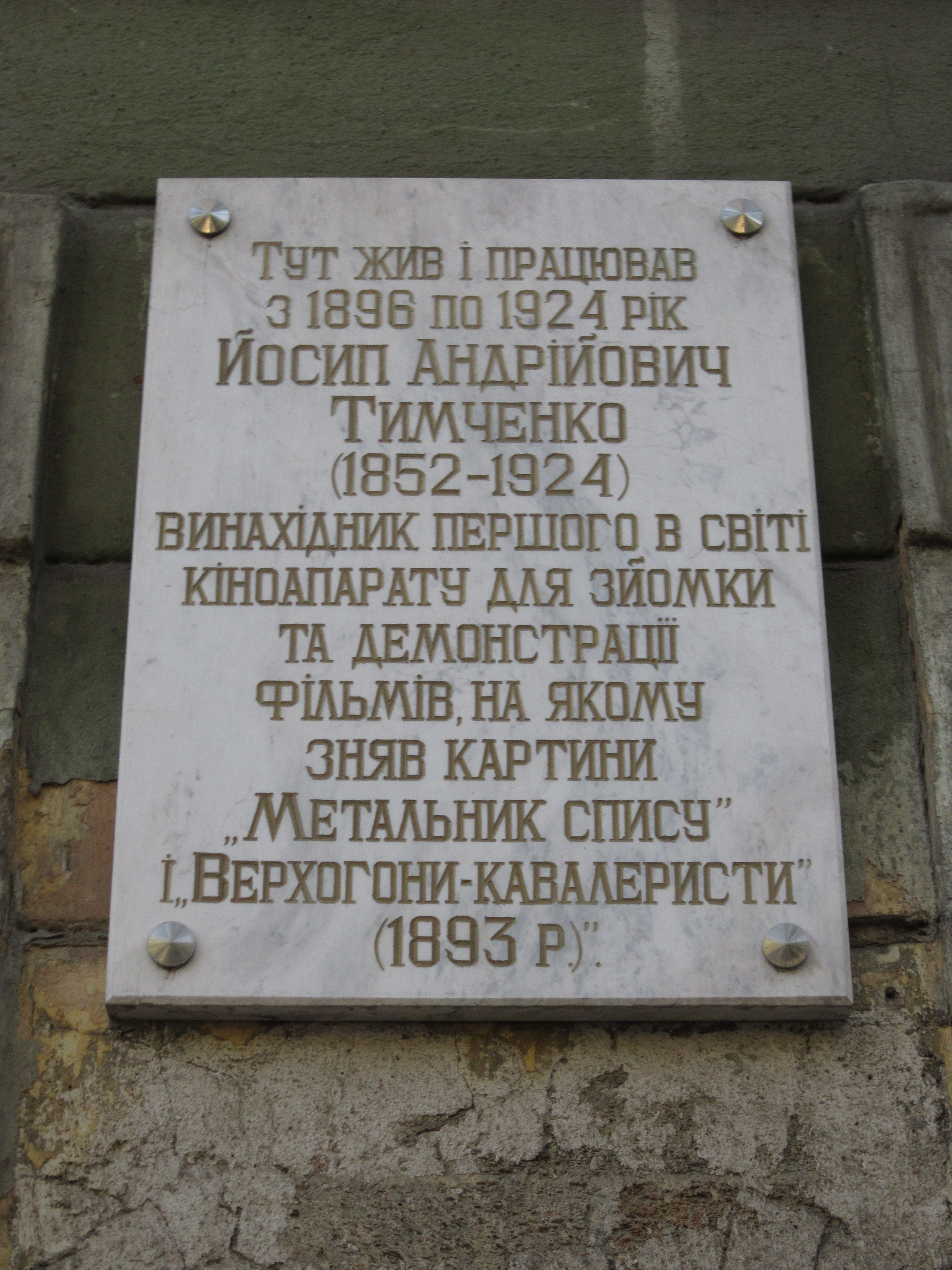
Доска Тимченко в Одессе

- По ходатайству Национального союза кинематографистов Украины, распоряжением одесского городского головы было принято решение увековечить в Одессе память изобретателя. С этой целью установлена мемориальная доска на фасаде дома № 24 по улице Преображенской, а также планируется установить памятник Тимченко и его семье на Втором Христианском кладбище.
- В Харькове 12 мая 2012 года установлена мемориальная доска на фасаде дома № 10/12 на Московском проспекте, где раньше находилась механическая мастерская, в которой работал Тимченко.
- 26 апреля 2016 года бывшая Колхозная улица в Одессе была переименована в улицу Тимченко[4].